# 普丽西拉·钦奇利亚
普丽西拉·钦奇利亚（西班牙語：Priscila Chinchilla；2001年7月11日—），哥斯达黎加女子足球运动员，司职中场，目前效力于圣彼得堡泽尼特足球俱乐部和哥斯达黎加国家女子足球队。她曾代表哥斯达黎加参加2022年中北美洲及加勒比海女子足球锦标赛和2023年国际足联女子世界杯等多场国际赛事。